# Guia Mapograf São Paulo
O Guia Mapograf São Paulo é uma publicação anual brasileira do Instituto Brasileiro de Cultura cuja primeira edição data de 1970, criada por Osvaldo Nascimento. 
É encontrado em duas versões: Azul e Sinal Verde. O primeiro reúne os mais completos mapas de São Paulo e 38 municípios vizinhos com suas áreas urbanas e centrais e traz informações que tentam facilitar a vida do leitor, como índice de vias públicas e de bairros, e localização de distritos, grandes condomínios, conjuntos residenciais, centros empresariais e comerciais, loteamentos, favelas e piscinões. Além disso, relaciona as estações de metrô e de trem, itinerários de ônibus municipais e intermunicipais, e também endereços e telefones de diversos serviços. Tem, ainda, uma matéria de abertura, geralmente com foco em turismo, e roteiros de centros culturais, museus, teatros, bares, restaurantes, parques, hotéis, consulados e outros. Já o segundo, Sinal Verde, é voltado, principalmente, para empresas de transportes, diferenciando-se do Guia de Ruas Mapograf Azul por não conter o sistema de transporte coletivo.
Foi considerado o primeiro guia de ruas da história da cidade.